# Globalni katastrofalni rizik
Globalni katastrofalni rizik ili scenario sudnjeg dana je hipotetički događaj koji bi mogao naštetiti ljudskom blagostanju na globalnom nivou, čak ugroziti ili uništiti modernu civilizaciju. Događaj koji bi mogao izazvati izumiranje ljudi ili trajno i drastično umanjiti postojanje ili potencijal čovečanstva poznat je kao „egzistencijalni rizik“.
Tokom poslednje dve decenije, osnovan je niz akademskih i neprofitnih organizacija da istražuju globalne katastrofalne i egzistencijalne rizike, formulišu potencijalne mere za ublažavanje i zagovaraju ili sprovode ove mere.

## Literatura
- Avin, Shahar; Wintle, Bonnie C.; Weitzdörfer, Julius; ó Héigeartaigh, Seán S.; Sutherland, William J.; Rees, Martin J. (2018). „Classifying global catastrophic risks”. Futures. 102: 20—26. doi:10.1016/j.futures.2018.02.001 .
- Corey S. Powell (2000). "Twenty ways the world could end suddenly", Discover Magazine
- Derrick Jensen (2006) Endgame ( 1-58322-730-X).
- Donella Meadows (1972). The Limits to Growth ( 0-87663-165-0).
- Edward O. Wilson (2003). The Future of Life.  0-679-76811-4
- Holt, Jim (25. 2. 2021). „The Power of Catastrophic Thinking”. The New York Review of Books. св. LXVIII бр. 3. стр. 26—29. „Whether you are searching for a cure for cancer, or pursuing a scholarly or artistic career, or engaged in establishing more just institutions, a threat to the future of humanity is also a threat to the significance of what you do.” Непознати параметар |quote-page= игнорисан (помоћ)
- Huesemann, Michael H., and Joyce A. Huesemann (2011). Technofix: Why Technology Won't Save Us or the Environment, Chapter 6, "Sustainability or Collapse", New Society Publishers, Gabriola Island, British Columbia, Canada, 464 pages ( 0865717044).
- Jared Diamond, Collapse: How Societies Choose to Fail or Succeed, Penguin Books, 2005 and 2011 ( 9780241958681).
- Jean-Francois Rischard (2003). High Noon 20 Global Problems, 20 Years to Solve Them.  0-465-07010-8
- Joel Garreau, Radical Evolution, 2005 ( 978-0385509657).
- John A. Leslie (1996). The End of the World ( 0-415-14043-9).
- Joseph Tainter, (1990). The Collapse of Complex Societies, Cambridge University Press, Cambridge, UK ( 9780521386739).
- Martin Rees (2004). Our Final Hour: A Scientist's warning: How Terror, Error, and Environmental Disaster Threaten Humankind's Future in This Century—On Earth and Beyond.  0-465-06863-4
- Roger-Maurice Bonnet and Lodewijk Woltjer, Surviving 1,000 Centuries Can We Do It? (2008), Springer-Praxis Books.
- Toby Ord (2020). The Precipice - Existential Risk and the Future of Humanity. Bloomsbury Publishing.  9781526600219
- Walsh, Bryan (2019). End Times: A Brief Guide to the End of the World. Hachette Books. ISBN 978-0275948023.

## Spoljašnje veze
- „Are we on the road to civilisation collapse?”. BBC. 19. 2. 2019.
- MacAskill, William (5. 8. 2022). „The Case for Longtermism”. The New York Times.
- "What a way to go" from The Guardian. Ten scientists name the biggest dangers to Earth and assess the chances they will happen. April 14, 2005.
- Humanity under threat from perfect storm of crises – study. The Guardian. February 6, 2020.
- Annual Reports on Global Risk by the Global Challenges Foundation
- Center on Long-Term Risk
- Global Catastrophic Risk Policy Архивирано на веб-сајту  (11. август 2019)